# Stazione di Roma Balduina
Stazione di Roma Balduina vasútállomás Olaszországban, Róma Balduina városrészében.

## Vasútvonalak
Az állomást az alábbi vasútvonalak érintik:
- Viterbo–Róma-vasútvonal

## Kapcsolódó állomások
A vasútállomáshoz az alábbi állomások vannak a legközelebb:
- Stazione di Appiano (Stazione di Roma Tiburtina, FL3)
- Stazione di Gemelli (Stazione di Viterbo Porta Fiorentina, FL3)